# Полонський Михайло Лазарович
Михайло Лазарович Полонський (19 жовтня 1898, Київ — вересень 1966, Київ) — український радянський композитор єврейського походження, громадський діяч.

## Біографія
Народився 19 жовтня 1908 року в Києві. У 1918 році закінчив Київську консерваторію по класу фортепіано Г. М. Беклемішева. У 1919–1921 роках — в Червоній Армії.
З 1929 по 1944 рік очолював музичні частини драматичних театрів Ашхабада, Смоленська, Красноярська, Полтави, Ташкента тощо. У 1944 році повернувся до Києва.

Могила Михайла Полонського

Помер у вересні 1966 року. Похований в Києві на Байковому кладовищі (ділянка № 2).

## Творчість
- для солістів, хору та симфонічного оркестру — Кантата Клятва (слова А. Новицького, 1949), ораторія Партії (слова М. Рильського, І. Неходи, А. Новицького, П. Воронько, А. Малишка, А. Шмигельського, нар., 1964);
- для хору і симфонічного оркестру — Живи, Україно (слова І. Неходи, 1947); Крилата піхота (слова Я. Бєлінського);
- для соліста і симфонічного оркестру — У тої Катерини (слова Т. Шевченка, 1946);
- для голосу і фортепіано — романси на слова М. Лермонтова; хори, в тому числі Слався, велика Радянська держава (слова М. Упеника, 1945), Пісня про братерство (слова М. Рильського, 1949), Весняна пісня (слова А. Ющенка, 1951) , Від Чорного моря до Карпат (слова Т. Масенка, 1951);
- пісні на слова Я. Бєлінського, М. Голодного, І. Уткіна, В. Лебедєва-Кумача, Г. Хоменка, Л. Кукса, А. Лугина та інші;
- музика до драматичних спектаклів (близько 100), в тому числі «Лихо з розуму» О. Грибоєдова, «Далека луна» С. Голованієвського, «Дама з камеліями» О. Дюма, «Кам'яний гість» О. Пушкіна, «Любов Ярова» К. Треньова;
- музика до фільмів.